# Platybelone argalus argalus
Platybelone argalus argalus is een ondersoort van de straalvinnige vissen uit de familie van de gepen (Belonidae). De wetenschappelijke naam van de soort is voor het eerst geldig gepubliceerd in 1821 door Lesueur.